# استیون اسمیت (طبل‌زن)
استیون اسمیت (انگلیسی: Steve Smith؛ زادهٔ ۲۱ اوت ۱۹۵۴) طبل‌زن اهل ایالات متحده آمریکا است. وی از سال ۱۹۷۱ میلادی تاکنون مشغول فعالیت بوده است.